# 荔枝角大橋
荔枝角大橋（英語：Lai Chi Kok Bridge），簡稱荔橋，是香港首條跨海大橋，亦曾是香港最大的跨海行車大橋，不過大橋已經因為多年來的填海工程而成為陸上天橋。大橋位於香港九龍荔枝角，連接葵涌道的新界段和荔枝角道，屬於葵涌道及香港5號幹線的一部份。大橋為一條80英尺（24）寬、全長2,600英尺（790）的三線雙程分隔行車道路，並以混凝土建造。大橋由香港政府工務司署設計，並交由保華建業集團建造。荔枝角大橋大部份路段車速限制為70公里每小時，惟東行跨越美孚巴士總站的一段則為50公里每小時。
此外，运輸署雖然把它稱作荔枝角大桥，但在部分政府的來源中也被称为葵涌道天桥，惟這個名稱泛指於葵涌道北段介乎新葵興花園至的葵福路天橋一段行車天橋，也可指葵涌道北面盡頭連接昌榮路的一段行車天橋。

## 歷史
荔枝角大橋當初是連接九龍以及由荃灣和葵涌所發展的荃灣新市鎮，紓緩當時二十世紀初啟用的青山公路－葵涌段負荷而建的。大桥於1966年9月開始动工建造，造价约港币1350萬。在1968年10月29日，此大橋由時任代理总督祁濟時宣布正式通車。沿海岸线西部的葵涌道亦在同期建造，以便完成往返葵涌和九龍的新公路，同樣於1968年10月29日通車。大橋通車後，第一代九龍巴士16線、第一代九龍巴士33線和九龍巴士40線成為首批使用大橋的巴士路線。
同時擁有99座的美孚新邨亦開始興建，其後街市、交通交匯處、公共休憩用地和街坊會等社區設施亦安置在橋底空間。
1975年香港政府宣布推行荔枝角灣填海工程，拆除原有泳棚等水上活動設施，以提供新土地增加該地區稀缺的休憩用地。填平後荔枝角大橋不再跨越任何海岸，成為普通陸上行車天橋。
1990年代，香港市政局在荔枝角灣填海地興建荔枝角公園。1999年到2003年，九廣西鐵（今屯馬綫）興建，其中在荔枝角大橋附近範圍的荔枝角公園增建新的月台和車站大堂，使美孚站成為連接荃灣綫及九廣西鐵的轉車站。由於車站直接建於大橋底下的原有地段，大橋於2000年4月被發現出現了14毫米的上移:244，而上移幅度在2000年12月曾一度達31毫米:255-256，到了2001年1月則回落至30毫米:259。

## 交通
荔枝角大橋為雙向六綫天橋（南北方向各有三綫），當中有三條支路，其中西行車輛到達西面終點後經支路前往荔景或葵涌貨櫃碼頭，東行支路則用作中途離開大橋前往美孚新邨及長沙灣道，而荔枝角道西行的車輛則以支路由美孚新邨進入大橋，而跨越前荔枝角灣的部分則在兩邊設人行人路。
根據香港運輸署在2019年的數據，跨越被填平的荔枝角灣的一段的大橋的年平均每日交通流量是82,860車輛架次，而全段荔枝角大橋皆被香港運輸署界定為「主幹路」（Trunk Road, UT）。

## 出口
| 荔枝角大橋                                        | 荔枝角大橋   | 荔枝角大橋                                                                          |
| 西行方向                                          | 出口編號     | 東行方向                                                                            |
| 連接荔枝角道                                      | 連接荔枝角道 | 連接荔枝角道                                                                        |
| 荔枝角大橋起點                                    |              | 荔枝角大橋終點                                                                      |
| ------------------------------------------------- | ------------ | ----------------------------------------------------------------------------------- |
| 不適用                                            | 8C           | 長沙灣 長沙灣道                                                                     |
| 出口設於荔枝角道                                  | 9            | 美孚、荔枝角、沙田（經青沙公路）、觀塘 長沙灣道、青山公路－葵涌段、青沙公路、呈祥道 |
| 葵涌交匯處 葵涌貨櫃碼頭、荔景、瑪嘉烈醫院、昂船洲 | 9A           | 不適用                                                                              |
| 荔枝角大橋終點                                    |              | 荔枝角大橋起點                                                                      |
| 連接葵涌道                                        |              |                                                                                     |

## 噪音
由於大橋位處美孚新邨中心，部分路段更十分接近民居，加上交通繁忙，行車噪音問題纏繞居民。2000年代香港政府曾提出建造隔音屏以減低噪音影響。然而由於大橋結構未能應付，增建隔音屏並不可行；政府後來改以吸音物料重鋪路面代替。

## 圖片庫

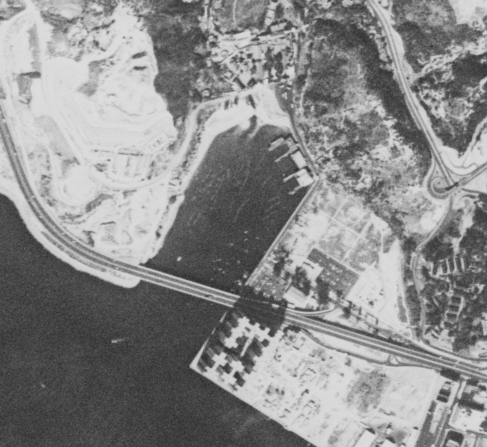
1969年的荔枝角大橋
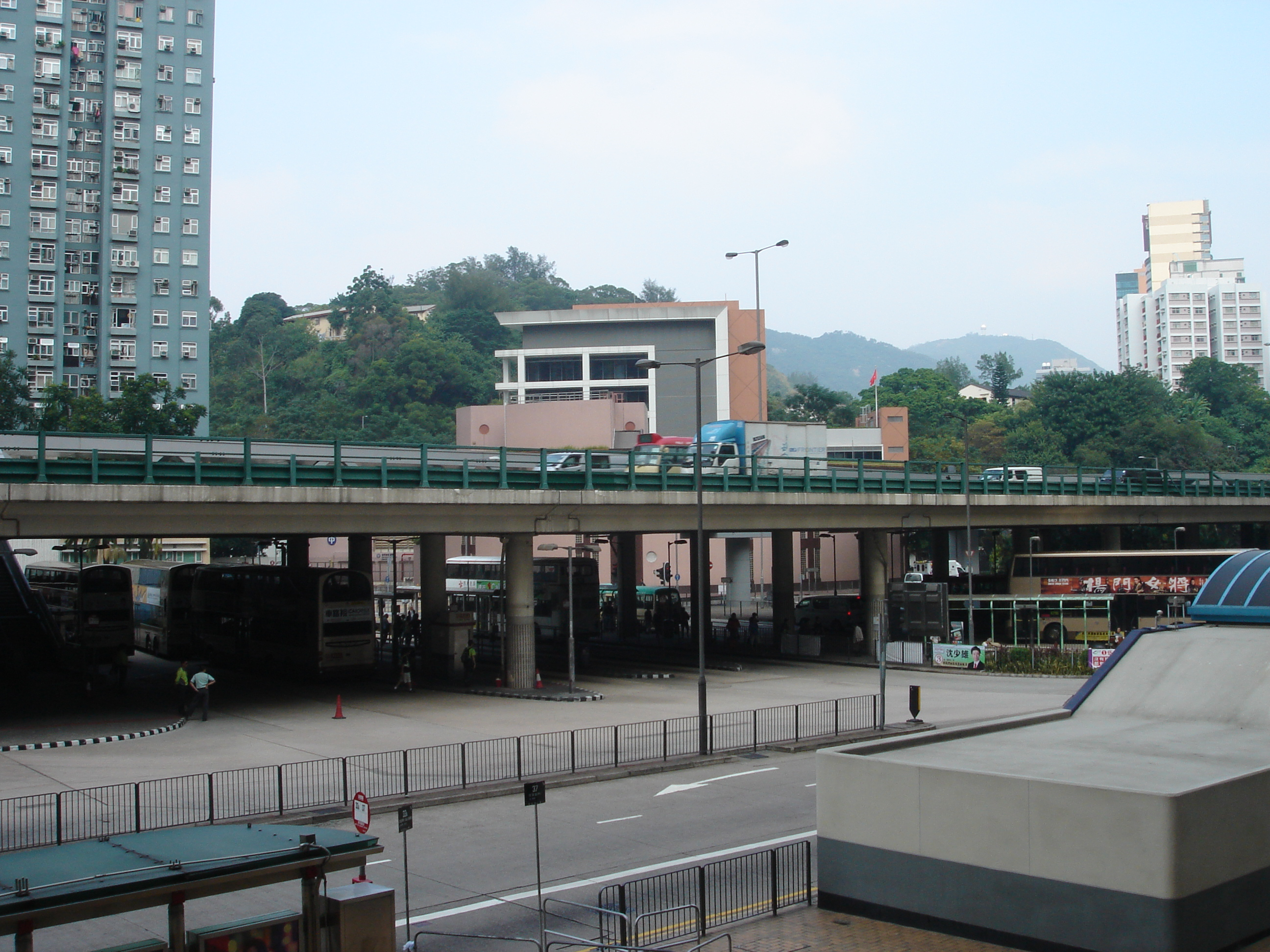
荔枝角大橋下設有美孚巴士總站（2011年10月）
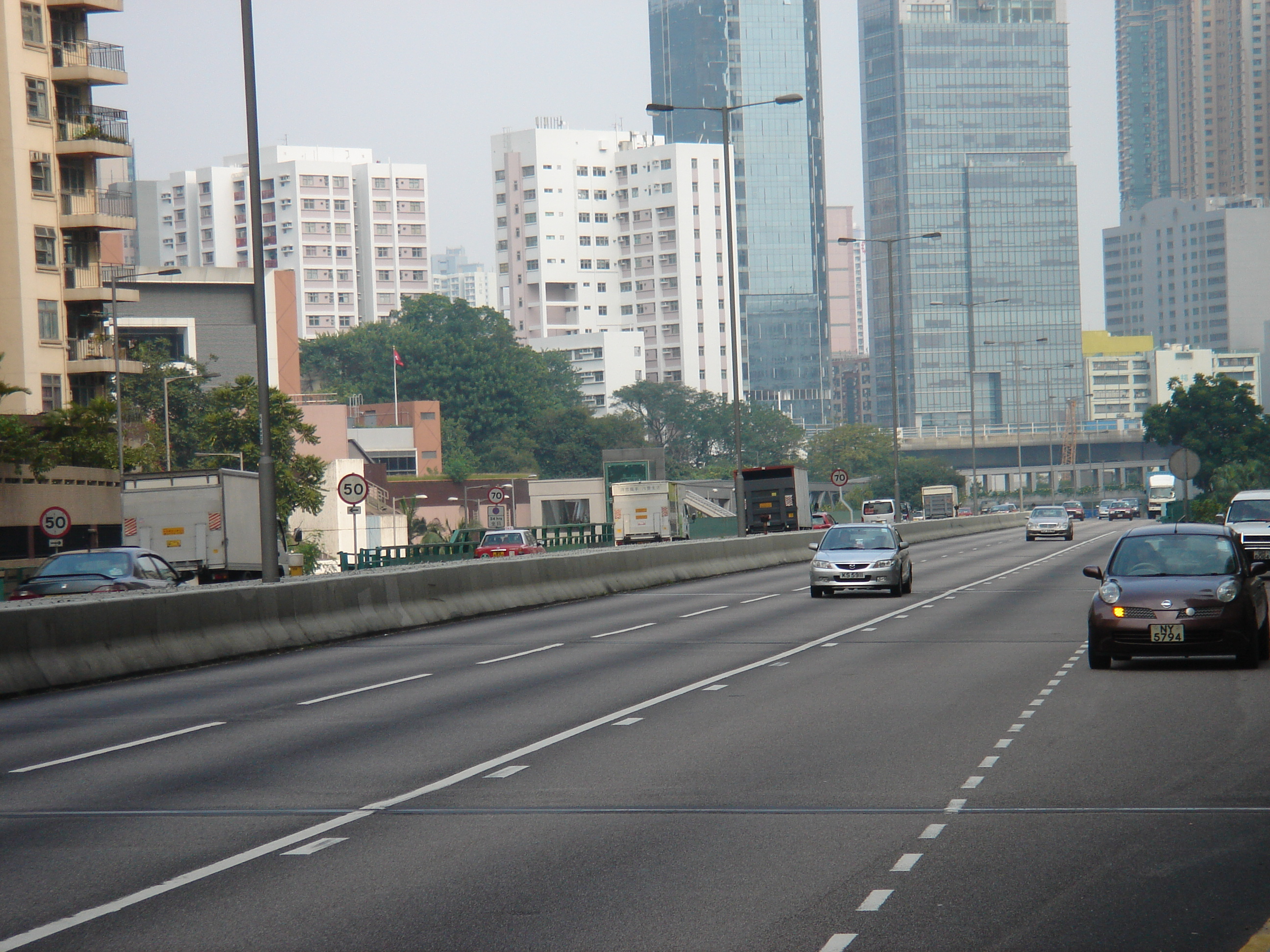
荔枝角大橋橋面（2011年10月）

## 外部連結
| 论 编 | 香港5號幹線 |  |
| |             |  |
| 啓福道 – 啟德隧道 – 東九龍走廊 – 漆咸道北 – 漆咸道南 – 加士居道天橋 – 渡船街天橋 – 西九龍走廊及西九龍走廊西 – 荔枝角道 – 葵涌道（包括荔枝角大橋） – 荃灣路 |             |  |
| |             |  |